# Ботево (Видинська область)
Бо́тево (болг. Ботево) — село у Видинській області Болгарії. Входить до складу общини Видин.

## Населення
За даними перепису населення 2011 року у селі проживали 69 осіб, з них 67 осіб (97,1%) — болгари.
Розподіл населення за віком у 2011 році:
Динаміка населення: